# لایونبریج
لایونبریج (انگلیسی: Lionbridge) شرکت نرم‌افزار آمریکایی است، که در سال ۱۹۹۶ تأسیس شد.